# Klause (Lindlar)

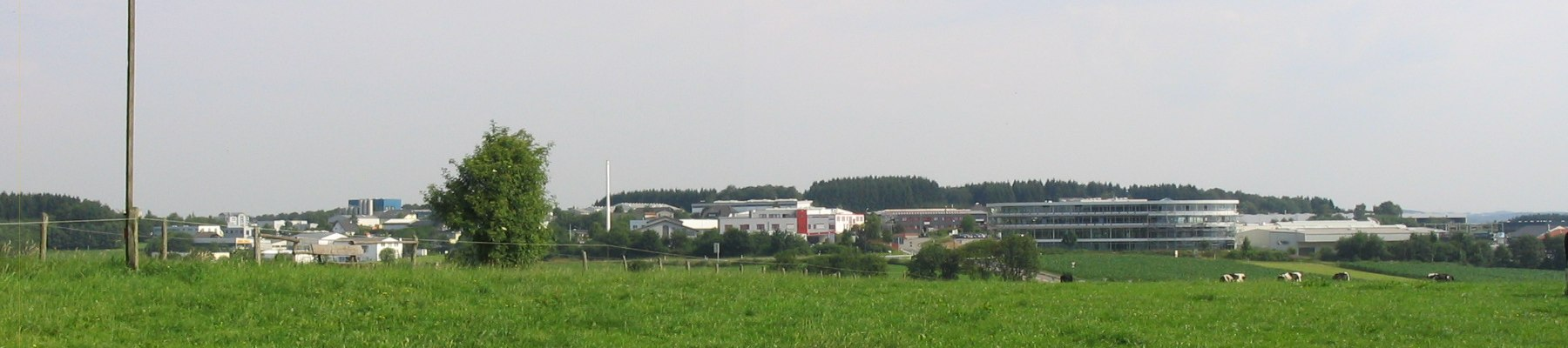
Panoramaansicht vom Industriegebiet

Die Ortschaft Klause ist ein Ortsteil der Gemeinde Lindlar, Oberbergischen Kreis im Regierungsbezirk Köln in Nordrhein-Westfalen (Deutschland). 

## Lage und Beschreibung
Klause liegt nordöstlich von Lindlar an der Kreisstraße K21 auf halbem Wege nach Frielingsdorf. Neben der Siedlung Klause wurde das Industriegebiet Klause errichtet, die größte Gewerbeansiedlung Lindlars.
Weitere Nachbarorte sind Hinterrübach, Vorderrübach, Neuenfeld, Holl, Horpe und Weyer.

## Geschichte
Die Kapelle St. Lucia in der Klause wurde schon 1490 erwähnt, der ursprüngliche Hof und die Kapelle ist jedoch vermutlich wesentlich älter, vermutlich aus dem 14. Jahrhundert. In der Volksüberlieferung heißt es, schon 828 wäre in der Kapelle gepredigt worden, ja sogar Kölns erster Bischof, Maternus (313–314) hätte hier gepredigt. Beides ist unbelegbar. Die Kapelle wurde 1834 wegen Baufälligkeit öffentlich versteigert. Der Käufer brach einen Teil der Kapelle ab, musste sich jedoch verpflichten, den Chor stehen zu lassen.
1830 lebten in Klause 57 Menschen.
Ende der 1970er Jahre begann die Erschließung des Industriegebiet Klause.

## Sehenswürdigkeiten

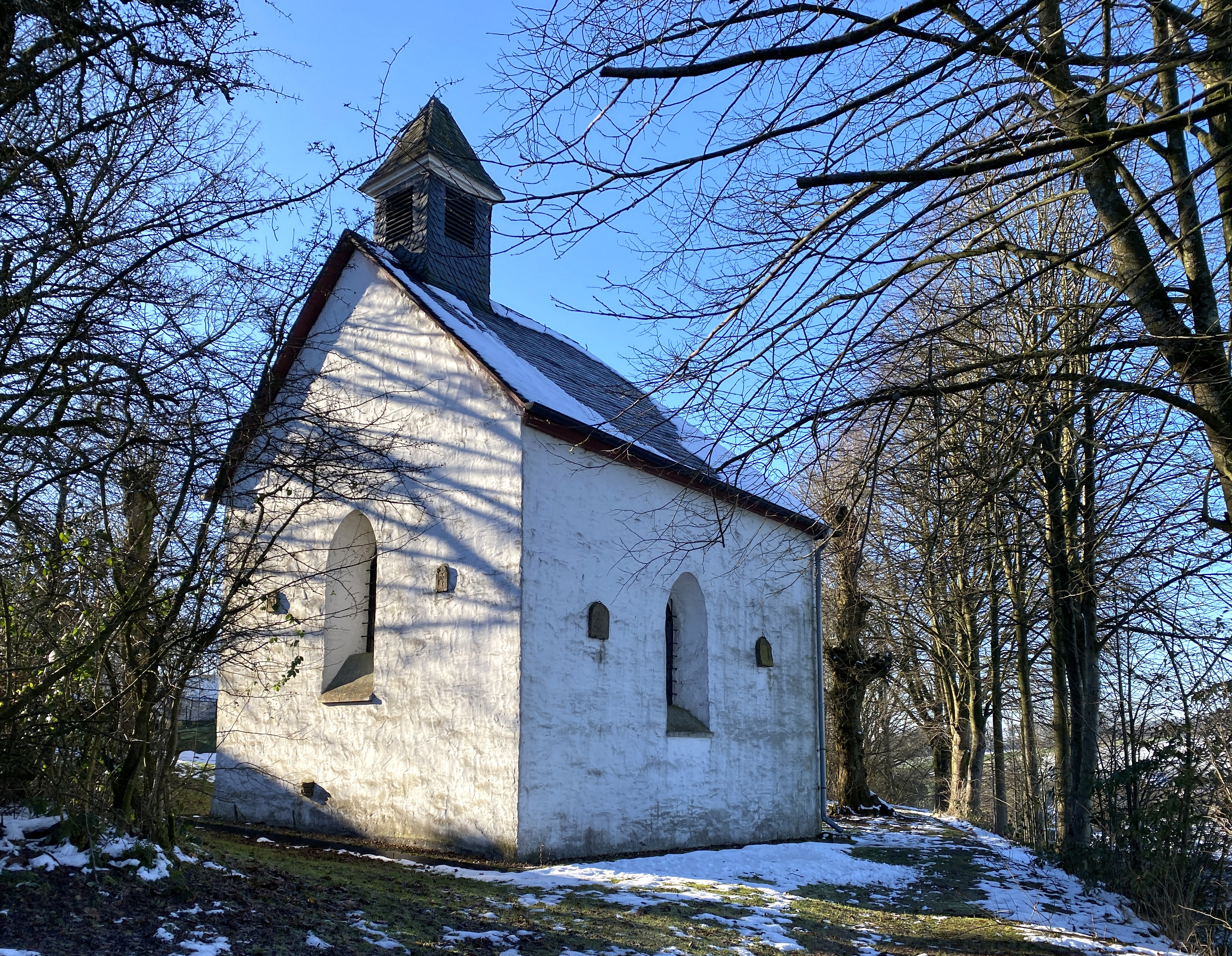
Baudenkmal Kapelle St. Lucia in Klause

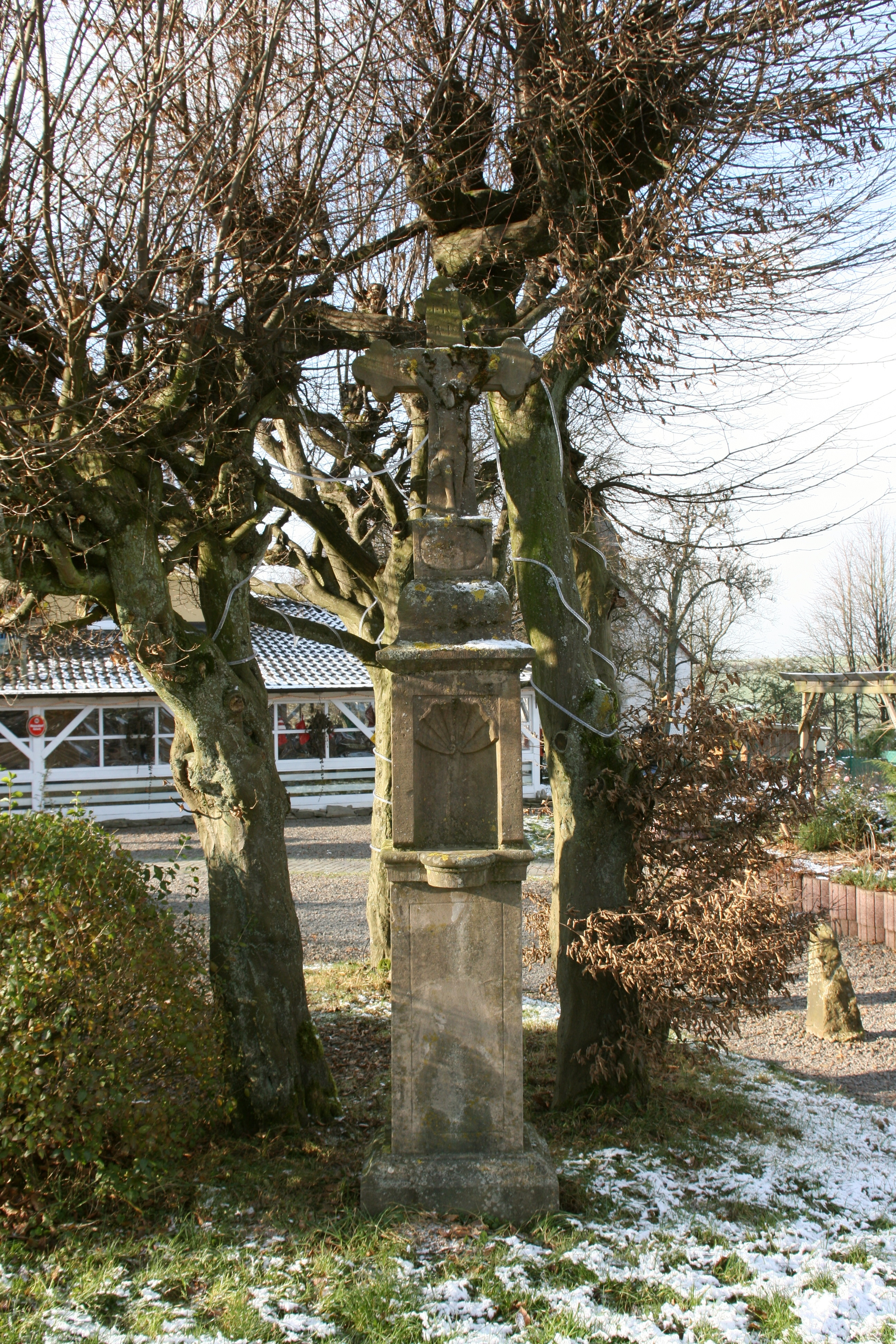
Baudenkmal (BD 28) Wegekreuz Klauser Straße

- Kapelle St. Lucia; Josef Gronewald schreibt 1996 in seinem Buch Gebäude und Straßen in Lindlar, dass es sich bei der Kapelle um ein Nachfolge-Gebäude einer Kultstätte handle, die von den ersten Siedlern in Lindlar errichtet worden sei. Diese sei der Lucia von Syrakus geweiht gewesen, die von den bekehrten Franken verehrt wurde. Danach habe man am gleichen Ort eine größere Kirche St. Severinus errichtet. Eine neue Lucia-Kapelle wurde dann einige Zeit später im Ort Klause errichtet. Zu der Kapelle gehört ein Kreuzweg, der die Stationen der Passion Christi darstellt. Er ist für die Jahre 1732–34 nachweisbar. Er beginnt heute am ehemaligen Lindlarer Krankenhaus:

1. Gebet am Ölberg, Inschrift: „Abba Vater, ist es möglich, so nimm diesen bittren Kelch, nur aber nicht mein, sondern dein Wille“.
2. Geißelung: „Da gab Pilatus ihnen den Barrabas los, Jesum aber ließ er Geißeln“.
3. Dornenkrönung: „Sie flochten eine Krone von Dornen, welche sie ihm aufs Haupt setzten“.
4. Kreuztragung. Diese Station ist heute nicht mehr vorhanden.
5. Kreuzigung. Diese Station wurde 1937 erneuert.
6. Kreuzaufrichtung: „Vater vergib ihenen, denn sie wissen nicht was sie tun“.
7. Letzte Station vor der Klauser Kapelle; ohne Inschrift.

- Baudenkmal Wegekreuz (BD 28) Klauser Straße (östl. Lucia-Kapelle)[1][2]

## Busverbindungen
Haltestelle Industriegebiet Klause:
- 401 Industriegebiet Klause – Lindlar – Waldbruch – Schmitzhöhe – Hommerich – Kürten Schulzentrum (KWS)

Haltestelle Klause
- 307 Lindlar – Frielingsdorf – Hütte / Berghausen – Kotthauserhöhe / Wasserfuhr – Gummersbach Bf. (OVAG)
- 335 Frielingsdorf – Hartegasse / Fenke – Lindlar – Linde – Biesfeld – Dürscheid – Herkenrath – Sand – Bergisch Gladbach (S) (OVAG)